# فرانسوا فيدال
فرانسوا فيدال (بالفرنسية: François Vidal)‏ هو شاعر فرنسي، ولد في 14 يوليو 1832 في آكس أون بروفانس في فرنسا، وتوفي في 25 مايو 1911 في مارسيليا في فرنسا.